# Liste der Baudenkmale in Sachsenhagen
In der Liste der Baudenkmale in Sachsenhagen sind die Baudenkmale der niedersächsischen Stadt Sachsenhagen aufgelistet. Die Quelle der Baudenkmale ist der Denkmalatlas Niedersachsen. Der Stand der Liste ist der 24. Mai 2020.

## Allgemein
In den Spalten befinden sich folgende Informationen:
- Lage: die Adresse des Baudenkmales und die geographischen Koordinaten. Kartenansicht, um Koordinaten zu setzen. In der Kartenansicht sind Baudenkmale ohne Koordinaten mit einem roten Marker dargestellt und können in der Karte gesetzt werden. Baudenkmale ohne Bild sind mit einem blauen Marker gekennzeichnet, Baudenkmale mit Bild mit einem grünen Marker.
- Bezeichnung: Bezeichnung des Baudenkmales
- Beschreibung: die Beschreibung des Baudenkmales. Unter § 3 Abs. 2 NDSchG werden Einzeldenkmale und unter § 3 Abs. 3 NDSchG Gruppen baulicher Anlagen und deren Bestandteile ausgewiesen.
- ID: die Objekt-ID des Baudenkmales
- Bild: ein Bild des Baudenkmales, ggf. zusätzlich mit einem Link zu weiteren Fotos des Baudenkmals im Medienarchiv Wikimedia Commons. Wenn man auf das Kamerasymbol klickt, können Fotos zu Baudenkmalen aus dieser Liste hochgeladen werden:

## Sachsenhagen
| Lage                                                           | Bezeichnung                                              | Beschreibung                                 | ID       | Bild           |
| -------------------------------------------------------------- | -------------------------------------------------------- | -------------------------------------------- | -------- | -------------- |
| Bergtrift 5, Sachsenhagen 52° 24′ 0″ N, 9° 15′ 57″ O           | Wohnhaus                                                 |                                              | 36255078 | BW             |
| Dühlfeld, Sachsenhagen 52° 23′ 23″ N, 9° 16′ 18″ O             | Jüdischer Friedhof Dühlfeld                              | Baudenkmalgruppe                             | 36215510 | BW             |
| Dühlfeld, Sachsenhagen 52° 23′ 23″ N, 9° 16′ 18″ O             | Friedhof. (Baudenkmalgruppe Jüdischer Friedhof Dühlfeld) | Jüdischer Friedhof                           | 36255031 | BW             |
| Dühlfeld 4, Sachsenhagen 52° 23′ 33″ N, 9° 16′ 11″ O           | Villa                                                    |                                              | 36255122 | BW             |
| Gödenstraße 9, Sachsenhagen 52° 23′ 49″ N, 9° 15′ 59″ O        | Wohn-/Wirtschaftsgebäude                                 |                                              | 36255142 | BW             |
| Holztrift, Sachsenhagen 52° 23′ 49″ N, 9° 15′ 51″ O            | Kriegerdenkmal                                           |                                              | 36255183 |                |
| Holztrift, Sachsenhagen 52° 23′ 48″ N, 9° 15′ 49″ O            | Elisabethkirche                                          | ev. Pfarrkirche                              | 36255162 | Weitere Bilder |
| Holztrift 1, Sachsenhagen 52° 23′ 50″ N, 9° 15′ 54″ O          | Pfarrhaus                                                |                                              | 36255204 |                |
| Marktplatz 1, Sachsenhagen 52° 23′ 46″ N, 9° 15′ 54″ O         | Rathaus                                                  | Rathaus Sachsenhagen                         | 36255224 | Weitere Bilder |
| Marktplatz 3, Sachsenhagen 52° 23′ 47″ N, 9° 15′ 53″ O         | Wohn-/Geschäftshaus                                      |                                              | 36255244 | BW             |
| Mittelstraße 6, Sachsenhagen 52° 23′ 46″ N, 9° 15′ 57″ O       | Wohn-/Wirtschaftsgebäude                                 |                                              | 36255285 | BW             |
| Mittelstraße 10, Sachsenhagen 52° 23′ 45″ N, 9° 15′ 58″ O      | Wohn-/Wirtschaftsgebäude                                 |                                              | 36255305 |                |
| Mittelstraße 12, Sachsenhagen 52° 23′ 45″ N, 9° 15′ 59″ O      | Wohn-/Wirtschaftsgebäude                                 |                                              | 36255325 | BW             |
| Obere Straße 6, Sachsenhagen 52° 23′ 45″ N, 9° 15′ 53″ O       | Wohn-/Wirtschaftsgebäude                                 |                                              | 36255365 | BW             |
| Obere Straße 8, Sachsenhagen 52° 23′ 44″ N, 9° 15′ 53″ O       | Wohn-/Wirtschaftsgebäude                                 |                                              | 36255385 |                |
| Obere Straße 14, Sachsenhagen 52° 23′ 44″ N, 9° 15′ 55″ O      | Wohnhaus                                                 |                                              | 36255447 |                |
| Obere Straße 22a, Sachsenhagen 52° 23′ 43″ N, 9° 15′ 58″ O     | Wohnhaus                                                 |                                              | 36255467 |                |
| Petersilienstraße 1, Sachsenhagen 52° 23′ 45″ N, 9° 15′ 59″ O  | Wohnhaus                                                 |                                              | 36255487 |                |
| Petersilienstraße 3, Sachsenhagen 52° 23′ 45″ N, 9° 16′ 0″ O   | Wohnhaus                                                 |                                              | 36255507 | BW             |
| Petersilienstraße 10, Sachsenhagen 52° 23′ 47″ N, 9° 16′ 2″ O  | Wohn-/Wirtschaftsgebäude                                 |                                              | 36255527 | BW             |
| Schloßgang, Sachsenhagen 52° 23′ 38″ N, 9° 15′ 56″ O           | ehemaliges Schloss, Schloßgang                           | Baudenkmalgruppe der Wasserburg Sachsenhagen | 36217294 | Weitere Bilder |
| Schloßgang 3, Sachsenhagen 52° 23′ 38″ N, 9° 15′ 57″ O         | Schloss (Bauwerk). (Baudenkmalgruppe ehemaliges Schloss) | Wohnturm                                     | 36255546 |                |
| Schloßgang 4, Sachsenhagen 52° 23′ 38″ N, 9° 15′ 56″ O         | Amtshaus. (Baudenkmalgruppe ehemaliges Schloss)          | Schloss Sachsenhagen                         | 36255571 |                |
| Schloßgang 5, Sachsenhagen 52° 23′ 37″ N, 9° 15′ 58″ O         | Wohnhaus. (Baudenkmalgruppe ehemaliges Schloss)          |                                              | 36255941 | BW             |
| Schloßgang, Sachsenhagen 52° 23′ 38″ N, 9° 15′ 59″ O           | Brunnen. (Baudenkmalgruppe ehemaliges Schloss)           |                                              | 36255345 |                |
| Mittellandkanal/L 370, Sachsenhagen 52° 23′ 1″ N, 9° 16′ 23″ O | Brücke (Bauwerk)                                         | Mittellandkanalbrücke 202                    | 36255264 | BW             |